# Crabcake

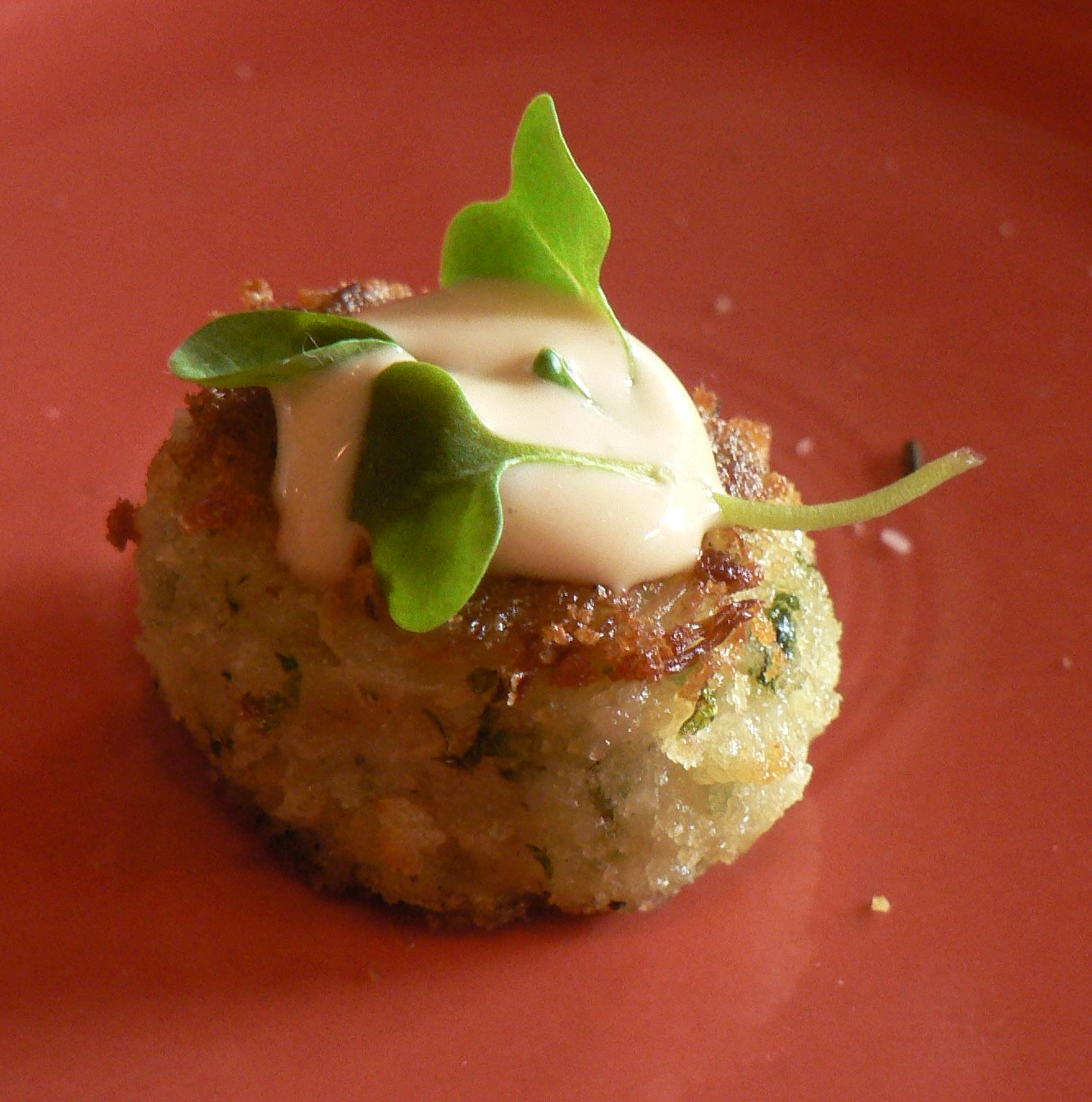
Un crabcake, como aperitivo

El crabcake (a veces crab cake) es una especialidad de la cocina estadounidense que consiste en carne de cangrejo picada (crab) en forma de pequeño pastel salado y que se sirve generalmente en los alrededores del área de Chesapeake Bay, en particular en el estado de Maryland.

## Características
Los dos estilos más comunes de estos pasteles de Maryland se conocen como: Boardwalk y Restaurant. Los crabcakes Boardwalk se suelen freír y empanar y rellenar con diversos ingredientes, se suelen servir como una hamburguesa. Los denominados Restaurant se denominan también gourmet y se sirven sin relleno, todo consiste en carne de cangrejo picada servido sobre un plato o en un sándwich abierto. Se suele emplear la carne de diferentes especies de cangrejos, así como el cangrejo azul que es nativo de la Chesapeake Bay, y es considerado uno de los ingredientes más tradicionales.
El crabcake es popular en cualquier lugar del noreste de Estados Unidos y en los estados Mid-Atlantic, allí donde exista una industria manufacturera de este tipo de plato. Los crabcakes varían mucho en tamaño los hay que no son mayores que una cookie y los hay que pueden copar a una hamburguesa. Se sirven generalmente acompañados de alguna salsa, generalmente remoulade o salsa tártara, e incluso kétchup. 
- Datos: Q1138371
- Multimedia: Crab cake / Q1138371